# Harald Jatzke
Harald Jatzke (* 10. Mai 1959) ist ein deutscher Jurist. Er war von Januar 2004 bis September 2024 Richter am Bundesfinanzhof, seit November 2017 als Vorsitzender Richter.

## Leben und Wirken
Jatzke studierte Jura in Tübingen und wurde im Wintersemester 1980/81 Mitglied der Landsmannschaft Ulmia Tübingen. Er war nach Abschluss seiner juristischen Ausbildung 1990 zunächst bei der Oberfinanzdirektion Düsseldorf tätig. 1991 wechselte er in das Bundesministerium der Finanzen. Dort war er als Referent zunächst in der Zollabteilung in Bonn und anschließend in der Steuerabteilung in Berlin beschäftigt. Während dieser Zeit war er zwei Jahre als wissenschaftlicher Mitarbeiter an den Bundesfinanzhof abgeordnet. Weitere zwei Jahre war er als Nationaler Experte bei der Europäischen Kommission in Brüssel tätig. Jatzke ist promoviert.
Das Präsidium des Bundesfinanzhofs wies Jatzke zunächst dem VII. Senat zu, der sich neben dem Zoll-, Verbrauchsteuer- und Marktordnungsrecht in größerem Umfang mit dem Haftungs- und Vollstreckungsrecht sowie dem allgemeinen Recht der Abgabenordnung und dem Steuerberatungsrecht befasst. Mit der Ernennung zum Vorsitzenden Richter übernahm er 2017 zunächst den Vorsitz des für das Umsatzsteuerrecht zuständigen XI. Senats, später den Vorsitz des VII. Senats. Jatzke trat am 30. September 2024 in den Ruhestand.
Seit 2007 ist Jatzke Lehrbeauftragter an der Eberhard Karls Universität Tübingen, die ihn 2012 zum Honorarprofessor bestellte. Er ist zudem seit Jahrzehnten für die Deutsche Lebens-Rettungs-Gesellschaft (DLRG) tätig. 2019 erhielt er das Steckkreuz des Freistaates Bayern. 2024 wurde ihm das Bundesverdienstkreuz am Bande verliehen.